# Акустична локація

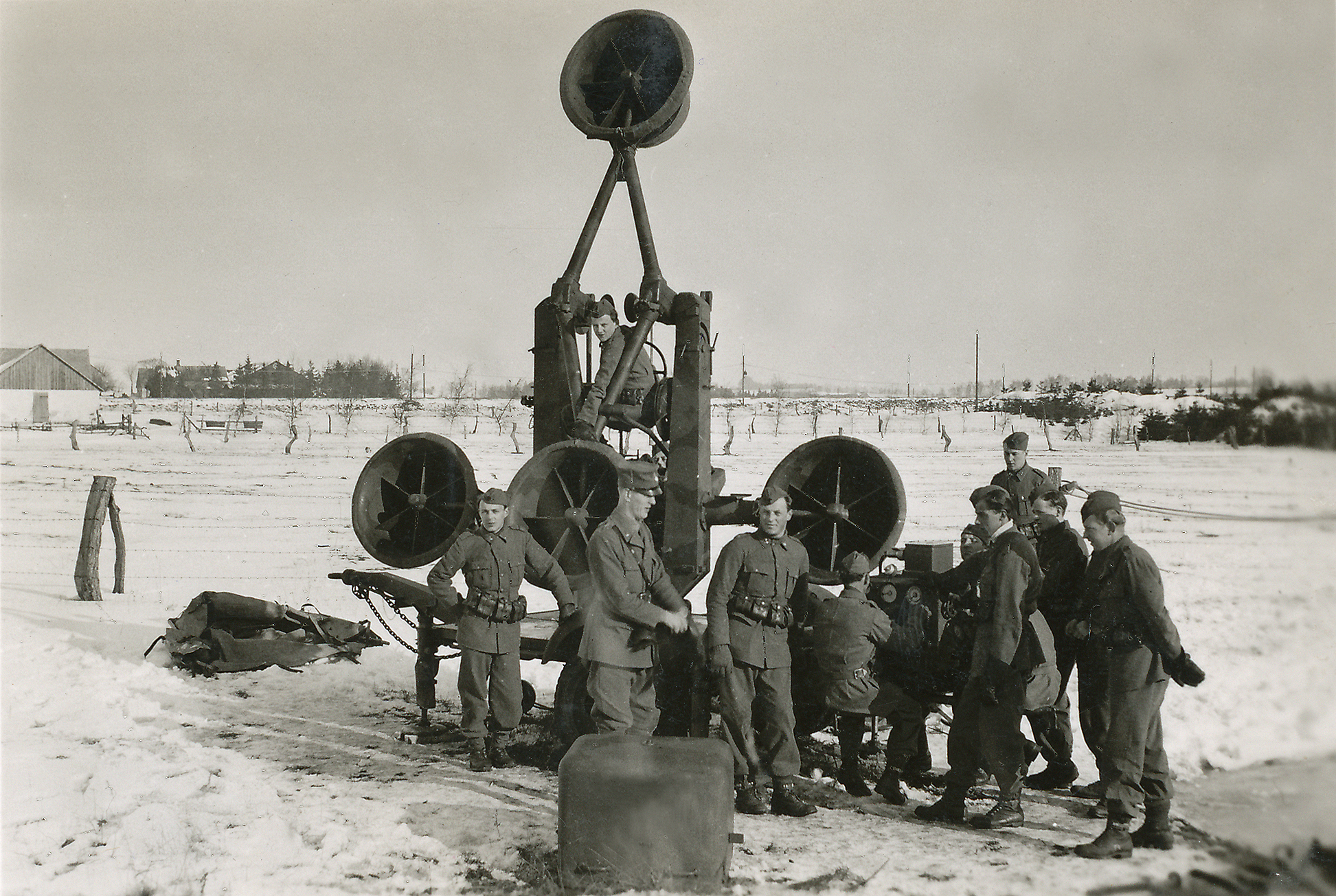
Протиповітряна оборона. Швеція 1940 р.

Акустична локація це наука використання звуку для визначення відстані та напрямку якогось предмету. Локація може бути активною та пасивною, і може проводитись у газах (наприклад у атмосфері), у рідинах (наприклад у воді) та у твердих речовинах (таких як земля).
- Активна акустична локація включає в себе створення звуку для вироблення луни, яка потім аналізується для визначення місця розташування даного об'єкта.
- Пасивна акустична локація включає в себе виявлення звуку чи вібрації створені об'єктом, які виявляють й потім аналізуються для визначення місця розташування даного об'єкта.

Обидва ці методи при використанні у воді відомі як гідролокація; активна та пасивна гідролокація також широко застосовується.
Акустичні дзеркала та ями, при використанні мікрофонів, є засобом пасивної акустичної локації, а при використанні гучномовців — активної локації. Зазвичай використовується більше ніж один пристрій, і тоді локація тріангулюється між кількома пристроями.
Як військовий засіб протиповітряної оборони, пасивна акустична локація використовувалась від середини Першої Світової війни до початку Другої Світової війни для виявлення ворожих літаків отриманням шуму від їхніх двигунів. Вона виявилась застарілою під час Другої Світової війни, коли був представлений радар, який був більш ефективним. Акустичні методи мали перевагу, тому що вони могли «бачити» навколо кутів та гір завдяки звуковому переломленню.
У цивільних цілях акустична локація використовується для відстежування диких тварин та визначення позиції стрільби вогнепальної зброї.

## Військове використання

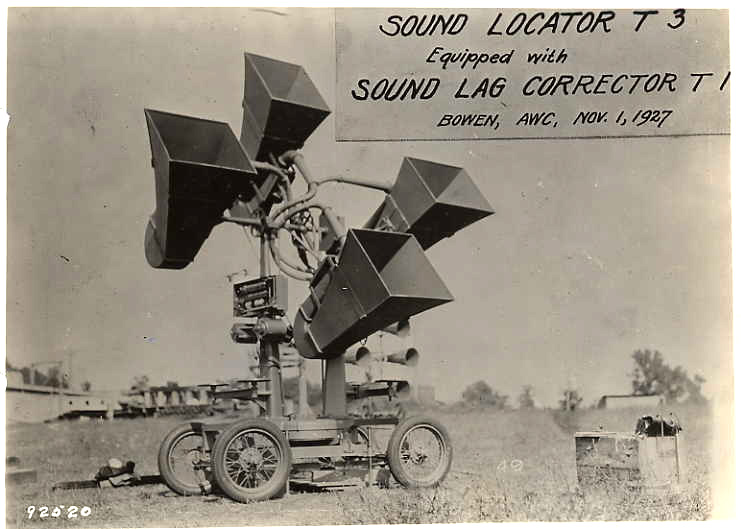
Т3 Звуковий локатор 1927 року

До військового використання відноситься розташування субмарин і літаків. Використання підводних човнів затверджено командувачем Альфредом Роулінсоном Королівського Військово-морського Волонтерського Запасу, який восени 1916 року командував мобільним зенітним дивізіоном на східному узбережжі Англії. Йому потрібен був спосіб розташування цепелінів під час хмарних умов і він застосував апарат до пари ріжків грамофона, встановлених на обертовому полюсі. Кілька цих обладнань змогли дати досить точне визначення про наближення дирижаблів, що давало змогу націлити на них зброю незважаючи на те, що вони перебувають поза полем зору. Хоча ніяких успіхів не було досягнуто за допомогою цього методу, Роулінсон вимагав викидувати бомби за борт цепеліна в будь-якому випадку.

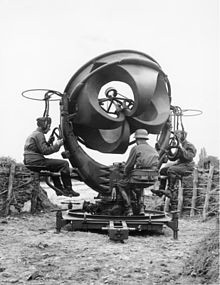
Обладнання звукового знаходження в Німеччині, 1939 р. Воно складається з чотирьох акустичних ріжків, горизонтальної пари і вертикальної пари, пов'язаної гумовими трубами з навушниками типу стетоскопа, які носять два члена технічного персоналу — лівий і правий. Навушники стерео дозволяли одному технічному фахівцеві визначити напрямок і іншому висоту літака.

Засоби протиповітряної оборони звичайно складалися з великих ріжків або мікрофонів приєднаних до вух операторів, за допомогою шлангу трубки, такий як дуже великий стетоскоп.
Велика частина роботи над зенітного звукового розташування була зроблена британцями. Вони розвинули велику мережу звукових дзеркал, які використовувалися з часів Першої світової війни до Другої. Звукові дзеркала зазвичай працюють за допомогою рухливих мікрофонів знаходження кута, який максимізує амплітуду отриманого звуку, він є також кутом відношення до цілі. Два звукових дзеркала в різних положеннях створюють два різних відношення, які використовуючи тріангуляцію визначають положення звукового джерела.
Оскільки  наблизилась Друга світова війна, радар набував достовірної альтернативи звуковому знаходженню літака. Для типових швидкостей літака того часу за допомогою звукового знаходження можна було отримати лише кілька хвилин попередження. Станції акустичного знаходження залишили в операції як резервну копію до радара, який ілюструється під час Битви за Британію. На сьогоднішній день все ще існують занедбані місця, зараз вони є легко доступними.

### Російсько-українська війна
На тлі російських обстрілів під час повномасштабного вторгнення в Україну з 2022 року, фахівці розробили низку засобів для звукової фіксації повітряних цілей. Сили оборони України використовують мережу з тисяч акустичних давачів для виявлення дронів-камікадзе «Шахед». Також в Україні з жовтня 2022 року діє мобільний додаток «єППО», що дозволяє цивільним громадянам передавати інформацію про проліт ворожих цілей у режимі реального часу.

## Активні/пасивні локатори
Активні локатори в додачу до підслуховуючого пристрою мають певний прилад для генерації сигналів. Два пристрої не повинні бути розташовані разом.

### Гідролокатор
Гідролокатор, сонар (англ. sonar, абревіатура від Sound Navigation And Ranging) — засіб звукового виявлення підводних об'єктів за допомогою акустичного випромінювання. Є два типи гідролокаторів — активний та пасивний. Один активний гідролокатор може розміститись на позиції та обертаючись вимірювати радіальну швидкість. Кілька пасивних гідролокаторів можуть бути використані для локалізації з використанням кореляції чи тріангуляції.

### Біологічна ехолокація
Дельфіни, кити та кажани використовують ехолокацію щоб полювати та оминати перешкоди.

### Локалізація за часом прибуття
Маючи колонки/ультразвукові передавачі які створюють звук у відомому місці та часі, позиція цілі, оснащеної мікрофоном/ультразвуковим приймачем, може бути визначена на основі часу прибуття звуку. Зазвичай в умовах прямої видимості, де є перешкоди між приймачем та передавачем точність не є низькою.

## Сейсмічні дослідження

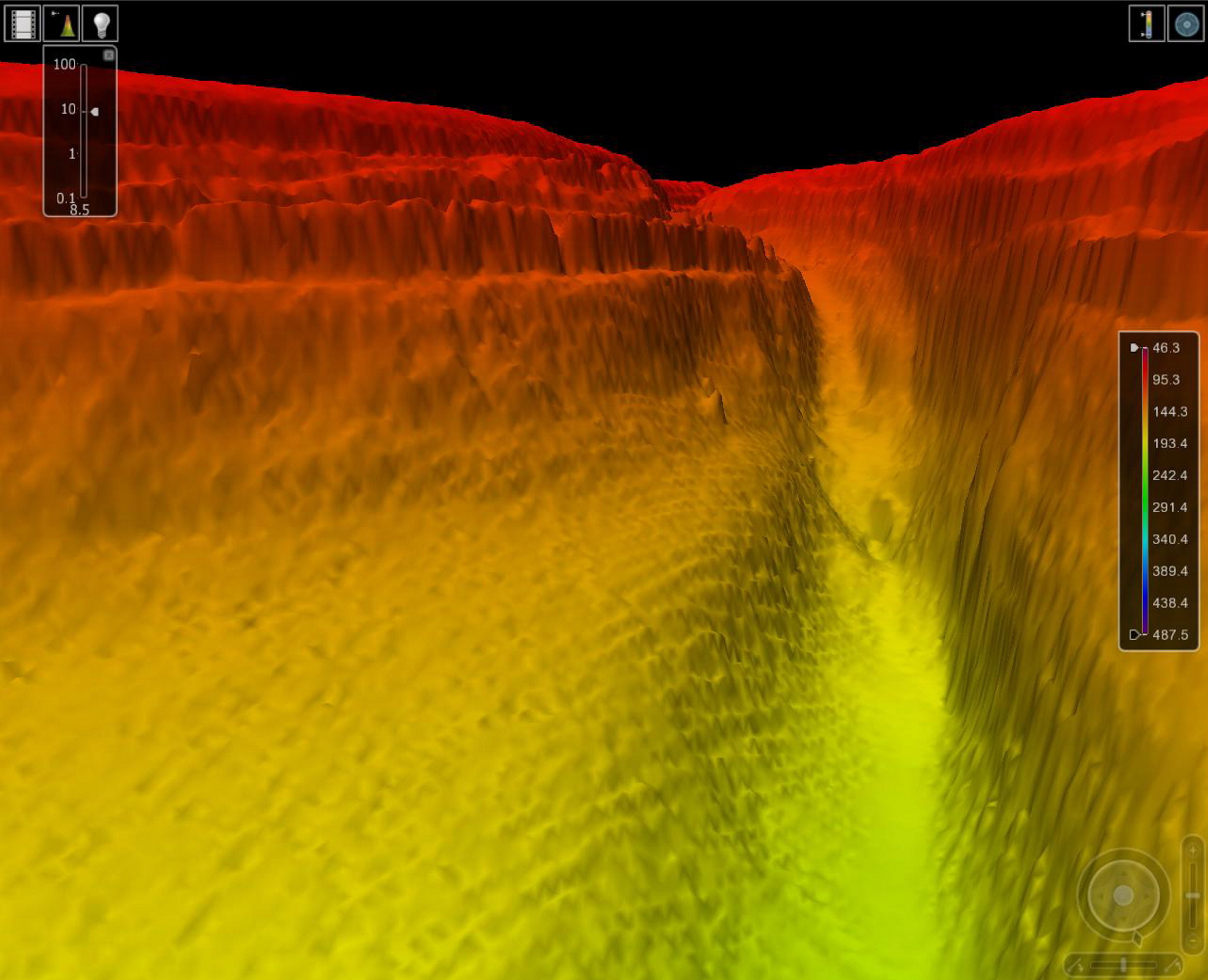
Тривимірне представлення ехолот каньйону в Червоному морі дослідним судном HMS Enterprise

Сейсмічні дослідження включають покоління звукових хвиль для вимірювання підземних структур. Джерело хвилі зазвичай створено ударними механізмами, які розташовуються поблизу поверхні землі або водної поверхні. Це може бути падаюча вага, вібросейсмічні вантажівки, або вибухові речовини. Дані збираються з геофонів, потім зберігаються і обробляються за допомогою комп'ютера. За допомогою такого обладнання сучасні технології дозволяють генерувати 3D-зображення підземних гірничих споруд.

## Ecotracer
Ecotracer це акустичний локатор який використовувався для визначення наявності та позиції кораблів в тумані. Деякі з них могли визначати цілі на відстані до 12 кілометрів. Статичні пристрої могли виявити літак на відстані до 30 миль.

### Особливості
Існує чотири головні ознаки системи:
- Особисті/переносні роги
- Переносні керовані роги
- Статичні тарілки
- Статичні стіни

### Вплив
Американські акустичні локатори у 1941р. використовувались для визначення атаки Японців на острів-фортецю Коррегідор на Філіппінах.

## Інше
Оскільки вартість пов'язаних датчиків і електроніки знижується, використання звукової технології стає доступним для інших потреб, таких як розташування дикої природи.